# Geofun
Geofun je geolokační zábavná hra určená pro chytré telefony s operačními systémy Android a iOS, která provází turisty zábavnou a soutěžní formou po nejzajímavějších místech v regionu. Hra vychází z populárního geocachingu myšlenkou v poznávání nových míst s pomocí GPS souřadnic. Ve hře kde nestačí pouze místo najít a „checknout se“, ale v rámci ní plnit i různé úkoly, které průvodce během hry sdělí. Virtuálním průvodcem je nejčastěji nějaká známá místní postava, která dané město či region výborně zná a dobře poradí. Co se týká jednotlivých úkolů (tzv. geosrand), jejich znění dopředu nikdy není hráči (tzv. geosrandistovi) známo a aktivují se, až když hráč dojde na prvotní určené místo. Obsah úkolu naznačí tzv. faktory geosrandy, které jsou celkem 4: fyzický, mentální, trapnosti a zábavy. Ty jsou bodovány od 1 do 5 s tím, že 5 je nejtěžší. Hráč při plnění her (geosrand) dle úspěšnosti získává geonky, které se mu ukládají na geokonto. Podle množství získaných geonek v určeném období může soutěžit o různé hodnotné ceny. Hry v GEOFUNu mohou vytvářet i samotní geosrandisté, stávají se z nich pak geotvůrci.

## SCHOOLFUN
Zábavná škola neboli SCHOOLFUN je samostatnou součástí GEOFUNu, kde jsou k dispozici multimediální interaktivní e-learningové hry, které lze odstartovat odkudkoliv. Současné vzdělávací programy jsou zaměřeny na žáky mateřských škol a první stupeň základních škol.
Očekává se, že na této platformě začnou vznikat i další projekty, zejména zaměřené na geolokaci.

## Kde lze hrát
Hru bylo při spuštění možné hrát nejprve v turistické oblasti Českomoravské pomezí (města Svitavy, Polička, Litomyšl, Moravská Třebová, Vysoké Mýto včetně přilehlých přírodních památek, hradů a zámků), ale v současné době je rozšířena do dalších částí naší země. První hry se objevily již také v Bavorsku, Polsku a množství nových her vzniká také na Slovensku.